# Magic Movie
Magic Movie (Originaltitel: The Wizard of Speed and Time) ist ein 1989 veröffentlichter Low-Budget-Film von Mike Jittlov. Er schrieb das Drehbuch, führte Regie und trat als einer der Hauptdarsteller auf.

## Kurzfilm von 1979
Ursprung des Spielfilms ist ein Kurzfilm von Mike Jittlov aus dem Jahr 1979. In diesem sieht man einen jungen Mann, der in einem grünen Zaubererumhang in Zeitraffer quer durch die Vereinigten Staaten rennt. Auf dem Weg nimmt er eine hübsche Frau auf seine Arme und bringt sie nach Hollywood. Am Ende des Films rutscht er auf einer Bananenschale aus und landet in einer Filmkulisse, die auf magische Weise zum Leben erweckt wird.
1980 erschien dieser mit neuem Soundtrack auf einem 16mm-Film, zusammen mit weiteren seiner Kurzfilme. Jittlov spielte den Zauberer und drehte alle Spezialeffekte selbst, die meisten im Stop-Motion-Verfahren. Der Kurzfilm wurde als Teil einer Episode von The Wonderful World of Disney unter der Rubrik Major Effects gezeigt. Danach wurde der Kurzfilm auf verschiedenen Science-Fiction-Veranstaltungen vorgeführt und erreichte dadurch eine hohe Popularität. Jittlov erwähnte damals, dass er eventuell einen Feature-Film drehen würde, in dem er zeigt, wie der Kurzfilm entstanden ist.

## 1989 Spielfilm von 1989
Einige Jahre nach dem Kurzfilm drehte Jittlov diesen noch einmal neu und fügte ihn in seinen Spielfilm ein. In diesem Spielfilm sind auch weitere seiner Kurzfilme zu sehen (Time Tripper und Animato). Mike Jittlov spielt sich selbst in der Rolle eines Spezialeffekt-Zauberers, der seinen Traum von einem Film in Spielfilmlänge erfüllen möchte. Viele visuelle Effekte in diesem Film sind deutlich überzogen, ebenso die Darstellung der gewerkschaftlich organisierten Filmindustrie. Die Effekte im Film wurden im Stop-Motion-, Rotoskopie- und Pixilation-Verfahren gedreht. 
Hauptgeschichte des Films sind die Entstehungsphasen und Dreharbeiten des Kurzfilms und Jittlovs Versuch diesen in einer Show mit dem Namen Hollywoods Greatest Effects vorzuführen. Ein Filmregisseur (gespielt von Steve Brodie) unterstützt ihn dabei, beide werden aber immer wieder von seinem Produzent (gespielt von Richard Kaye) bei der Arbeit behindert. Der Produzent wettet mit dem Regisseur um eine Summe von 25.000 Dollar, dass Jittlov es nicht schaffen würde den Film zu produzieren und boykottiert Jittlovs Arbeit, wo er nur kann. Als weiteres Hindernis stellt sich der hohe, im Film deutlich überzogene, gewerkschaftliche Organisationsgrad der Filmindustrie dar, der Jittlov als Nichtmitglied in vielen Situationen einschränkt.

## Wissenswertes
- Richard Kaye produzierte den Spielfilm und trat im Film als Produzent Harvey Bookman auf. Seine damals 16-jährige Tochter Lauri Kaye war die Produktionssekretärin des neu gedrehten Kurzfilms und war für den Spielfilm als Voice-over-Sprechern und Handmodel tätig.
- Der Spielfilm wurde im Jahr 1983 gedreht, benötigte 5 Jahre bis zur kompletten Fertigstellung und wurde 1989 in nur wenigen Kinos vorgeführt. Später wurde er auf VHS und Laserdisc veröffentlicht und erreichte eine Art Kult-Status. Eine offizielle Veröffentlichung auf DVD fand bisher nicht statt.
- Mittlerweile wurde der Film im März 2020 auch in Deutschland auf DVD veröffentlicht.
- Wenn man sich den neuen Kurzfilm an einigen Stellen Frame für Frame ansieht, findet man viele versteckte Botschaften. Teilweise sind diese auch in verschiedenen Situationen im eigentlichen Film zu sehen, zum Beispiel versteckt in elektrischen Entladungen.
- Die beiden Polizisten im Film, gespielt von Philip Michael Thomas und Lynda Aldon, tragen die Namen Mickey (Polanko) und Minnie (Smith), der Polizeihund den Namen Pluto
- Zwei Darsteller tragen im Film an Zigarettenmarken angelehnte Namen: Lucky Straeker und Dora Belair
- Jittlovs Mutter und sein Bruder spielen diese Rollen auch in seinem Film
- Um Urheberrechtsverletzungen zu vermeiden, wurde für eine Filmszene ein neues Geburtstagslied komponiert (Merry Birthday to You)
- In der Verfolgungsszene mit den Polizisten sitzt Jittlov mit einem Umhang bekleidet anstelle des Hundes auf der Rückbank des Polizeiwagens
- Genau wie im Film hat Jittlov eine Aversion gegen Händeschütteln zur Begrüßung
- Jittlov spielte den "Pool-Stunt" im Film selbst und hielt dabei für zwei Minuten die Luft an.
- Die Szenen in den verschiedenen Büros des Gewerkschaftsgebäudes wurden alle am gleichen Tisch gedreht. Voice-Over Sprecher Will Ryan spielte hier alle dargestellten Beamten. Das gezeigte Filmgewerkschaftssymbol ist ein Geier, dessen Krallen mit Filmstreifen umwickelt sind
- Die Musik, die während des Kurzfilms zu hören ist, wurde in einem Trailer für das Videospiel Toy Story 3 verwendet